# Variabilichromis moorii
Genre
Espèce
Synonymes
- Lamprologus moorii Boulenger, 1898

Variabilichromis moorii est une espèce de poissons de la famille des Cichlidae endémique de la moitié sud du lac Tanganyika. C'est la seule espèce du genre Variabilichromis (monotypique).

## Description
La taille maximale connue pour Variabilichromis moorii est de 103 mm.

## Systématique
Cette espèce a été initialement décrite sous le taxon Lamprologus moorii par George Albert Boulenger en 1898.

## Étymologie
Son nom spécifique, moorii, lui a été donné en l'honneur de John Edmund Sharrock Moore (d) (1870-1947), cytologiste, zoologiste et biologiste anglais.

### GenreVariabilichromis
- (en) Catalogue of Life : Variabilichromis (consulté le 11 décembre 2020)
- (en) FishBase : liste des espèces du genre Variabilichromis (site miroir)
- (fr + en) ITIS : Variabilichromis Colombe & Allgayer, 1985
- (en) WoRMS : Variabilichromis (+ liste espèces)
- (en) NCBI : Variabilichromis (taxons inclus)

### EspèceVariabilichromis moorii
- (en) Catalogue of Life : Variabilichromis moorii (Boulenger, 1898) (consulté le 15 décembre 2020)
- (en + fr) FishBase : espèce Variabilichromis moorii (Boulenger, 1898) (+ traduction) (+ noms vernaculaires 1 & 2)
- (fr + en) ITIS : Variabilichromis moorii (Boulenger, 1898)
- (en) NCBI : Variabilichromis moorii (taxons inclus)
- (fr) Variabilichromis moorii dans [www.destin-tanganyika.com]